# 1999 100 legnagyobb slágere
Ez a lista a Billboard magazin  első Hot 100  zenéjét tartalmazza 1999-ből.
| Helyezés | Dal                                           | Előadó                                          |
| 1        | Believe                                       | Cher                                            |
| 2        | No Scrubs                                     | TLC                                             |
| 3        | Angel of Mine                                 | Monica                                          |
| 4        | Heartbreak Hotel                              | Whitney Houston                                 |
| 5        | …Baby One More Time                           | Britney Spears                                  |
| 6        | Kiss Me                                       | Sixpence None the Richer                        |
| 7        | Genie in a Bottle                             | Christina Aguilera                              |
| 8        | Every Morning                                 | Sugar Ray                                       |
| 9        | Nobody's Supposed to Be Here                  | Deborah Cox                                     |
| 10       | Livin' la Vida Loca                           | Ricky Martin                                    |
| 11       | Where My Girls At                             | 702                                             |
| 12       | If You Had My Love                            | Jennifer Lopez                                  |
| 13       | Slide                                         | Goo Goo Dolls                                   |
| 14       | Have You Ever?                                | Brandy                                          |
| 15       | I Want It That Way                            | Backstreet Boys                                 |
| 16       | I'm Your Angel                                | R. Kelly és Celine Dion                         |
| 17       | All Star                                      | Smash Mouth                                     |
| 18       | Angel                                         | Sarah McLachlan                                 |
| 19       | Smooth                                        | Santana featuring Rob Thomas                    |
| 20       | Unpretty                                      | TLC                                             |
| 21       | Bills, Bills, Bills                           | Destiny’s Child                                 |
| 22       | Save Tonight                                  | Eagle-Eye Cherry                                |
| 23       | Last Kiss                                     | Pearl Jam                                       |
| 24       | Fortunate                                     | Maxwell                                         |
| 25       | All I Have to Give                            | Backstreet Boys                                 |
| 26       | Bailamos                                      | Enrique Iglesias                                |
| 27       | What's It Gonna Be?!                          | Busta Rhymes featuring Janet                    |
| 28       | What It's Like                                | Everlast                                        |
| 29       | Fly Away                                      | Lenny Kravitz                                   |
| 30       | Someday                                       | Sugar Ray                                       |
| 31       | Lately                                        | Divine                                          |
| 32       | That Don't Impress Me Much                    | Shania Twain                                    |
| 33       | Wild Wild West                                | Will Smith featuring Dru Hill & Kool Moe Dee    |
| 34       | Scar Tissue                                   | Red Hot Chili Peppers                           |
| 35       | Heartbreaker                                  | Mariah Carey featuring Jay-Z                    |
| 36       | I Still Believe                               | Mariah Carey                                    |
| 37       | The Hardest Thing                             | 98 Degrees                                      |
| 38       | Summer Girls                                  | LFO                                             |
| 39       | Can I Get A...                                | Jay-Z featuring Amil & Ja Rule                  |
| 40       | Jumper                                        | Third Eye Blind                                 |
| 41       | Doo Wop (That Thing)                          | Lauryn Hill                                     |
| 42       | Mambo No. 5 (A Little Bit Of...)              | Lou Bega                                        |
| 43       | Sweet Lady                                    | Tyrese                                          |
| 44       | It’s Not Right but It’s Okay                  | Whitney Houston                                 |
| 45       | God Must Have Spent a Little More Time on You | ’N Sync                                         |
| 46       | Lullaby                                       | Shawn Mullins                                   |
| 47       | Anywhere                                      | 112 featuring Lil’ Zane                         |
| 48       | Tell Me It’s Real                             | K-Ci & JoJo                                     |
| 49       | Back 2 Good                                   | Matchbox 20                                     |
| 50       | 808                                           | Blaque                                          |
| 51       | She’s So High                                 | Tal Bachman                                     |
| 52       | She's All I Ever Had                          | Ricky Martin                                    |
| 53       | Miami                                         | Will Smith                                      |
| 54       | Hands                                         | Jewel                                           |
| 55       | Who Dat?                                      | JT Money featuring Solé                         |
| 56       | Please Remember Me                            | Tim McGraw                                      |
| 57       | From This Moment On                           | Shania Twain                                    |
| 58       | Love like This                                | Faith Evans                                     |
| 59       | You                                           | Jesse Powell                                    |
| 60       | Trippin'                                      | Total featuring Missy Elliott                   |
| 61       | If You                                        | Silk                                            |
| 62       | Ex-Factor                                     | Lauryn Hill                                     |
| 63       | Give It to You                                | Jordan Knight                                   |
| 64       | Black Balloon                                 | The Goo Goo Dolls                               |
| 65       | Spend My Life with You                        | Eric Benét featuring Tamia                      |
| 66       | There Are the Times                           | Dru Hill                                        |
| 67       | I Don't Want to Miss a Thing                  | Mark Chesnutt                                   |
| 68       | I Do (Cherish You)                            | 98 Degrees                                      |
| 69       | Because of You                                | 98 Degrees                                      |
| 70       | I Will Remember You (Live)                    | Sarah McLachlan                                 |
| 71       | Chante's Got a Man                            | Chante Moore                                    |
| 72       | Happily Ever After                            | Case                                            |
| 73       | My Love Is Your Love                          | Whitney Houston                                 |
| 74       | All Night Long                                | Faith Evans featuring Puff Daddy                |
| 75       | Back That Thang Up                            | Juvenile featuring Mannie Fresh & Lil' Wayne    |
| 76       | Almost Doesn't Count                          | Brandy                                          |
| 77       | Man! I Feel like a Woman!                     | Shania Twain                                    |
| 78       | Steal My Sunshine                             | Len                                             |
| 79       | I Need to Know                                | Marc Anthony                                    |
| 80       | So Anxious                                    | Ginuwine                                        |
| 81       | Faded Picture                                 | Case & Joe                                      |
| 82       | Back at One                                   | Brian McKnight                                  |
| 83       | When a Woman's Fed Up                         | R. Kelly                                        |
| 84       | How Forever Feels                             | Kenny Chesney                                   |
| 85       | Amazed                                        | Lonestar                                        |
| 86       | Sometimes                                     | Britney Spears                                  |
| 87       | Ghetto Cowboy                                 | Mo Thugs Family featuring Bone Thugs-n-Harmony  |
| 88       | Out of My Head                                | Fastball                                        |
| 89       | Hard Knock Life (Ghetto Anthem)               | Jay-Z                                           |
| 90       | Jamboree                                      | Naughty by Nature featuring Zhané               |
| 91       | Take Me There                                 | BLACKstreet & Mýa featuring Mase & Blinky Blink |
| 92       | Stay the Same                                 | Joey McIntyre                                   |
| 93       | Lesson in Leavin’                             | Jo Dee Messina                                  |
| 94       | Iris                                          | Goo Goo Dolls                                   |
| 95       | Satisfy You                                   | Puff Daddy featuring R. Kelly                   |
| 96       | Better Days                                   | Citizen King                                    |
| 97       | Music of My Heart                             | ’N Sync & Gloria Estefan                        |
| 98       | Write This Down                               | George Strait                                   |
| 99       | When You Believe                              | Whitney Houston & Mariah Carey                  |
| 100      | God Must Have Spent a Little More Time on You | Alabama                                         |